# Graves (serial telewizyjny)
Graves – amerykański serial telewizyjny (komedia) wyprodukowany przez Lionsgate Television, którego twórcą jest Joshua Michael Stern. Serial był emitowany od 16 października 2016 roku do 10 grudnia 2017 przez Epix.

 W Polsce serial był emitowany od 2 czerwca 2017 roku do 12 stycznia 2018 roku przez HBO 3.
22 grudnia 2017 roku, stacja Epix ogłosiła zakończenie produkcji po dwóch sezonach.

## Fabuła
Serial opowiada o  Richardzie Gravesie, byłym prezydencie USA, który chce naprawić błędy popełnione w czasie swojego urzędowania.

## Obsada

### Główna
- Nick Nolte jako Richard Graves[4]
- Skylar Astin jako Isaiah Miller[5]
- Heléne Yorke jako Olivia Graves[6]
- Chris Lowell jako Jeremy Graves[5]
- Callie Hernandez jako Samantha Vega[7]
- Sela Ward jako Margaret Graves[8]
- Tania Gunadi jako Summer

### Role drugoplanowe
- Ernie Hudson jako Jacob Mann
- Roger Douglas Bart jako Lawrence Mills[9]
- Khotan Fernandez jako Arturo Del Rey (sezon 1)
- Angelica Maria jako Ramona Alvarez (sezon 1)[5]
- Harry Hamlin jako Johnathan Dalton (sezon 1)[10]
- Shad Adair jako agent ICE (sezon 1)
- Brian Barela jako Amy (sezon 1)
- David Manzanares jako Gerardo (sezon 1)
- Nas Mehdi jako Ali (sezon 1)
- Nia Vardalos jako Annie Spiro (sezon 1)[11]
- Conor Leslie jako Tasha Ludwig (sezon 1)
- Sale Taylor jako Chuey/Chuy (sezon 1)
- Adam Goldberg jako Christopher Sachs (sezon 2)[12]
- Spencer Grammer jako Katie Farrell (sezon 2)[12]
- Wallace Shawn jako Jerry North (sezon 2)[13]
- Jacqueline Bisset jako Diana Scott (sezon 2)
- Sarah Baker jako Becky Keegan (sezon 2)
- Matt Long jako Jesse Enright  (sezon 2)[14]
- Lauren Weedman jako Bonnie Clegg  (sezon 2)[14]
- Michael Cyril Creighton jako Pheonix (sezon 2)[15]

## Odcinki
| Sezon | Sezon | Odcinki | Oryginalna emisja Epix | Oryginalna emisja Epix | Oryginalna emisja HBO 3 | Oryginalna emisja HBO 3 | Oryginalna emisja HBO 3 |
| Sezon | Sezon | Odcinki | Premiera sezonu        | Finał sezonu           | Premiera sezonu         | Finał sezonu            |                         |
| ----- | ----- | ------- | ---------------------- | ---------------------- | ----------------------- | ----------------------- | ----------------------- |
|       | 1     | 10      | 16 października 2016   | 18 grudnia 2016        | 2 czerwca 2017          | 4 sierpnia 2017         |                         |
|       | 2     | 10      | 22 października 2017   | 10 grudnia 2017        | 10 listopada 2017       | 12 stycznia 2018        |                         |

### Sezon 1 (2016)
| Nr | #  | Tytuł                         | Reżyseria            | Scenariusz                          | Premiera Epix        | Premiera HBO 3  |
| -- | -- | ----------------------------- | -------------------- | ----------------------------------- | -------------------- | --------------- |
| 1  | 1  | Evil Good and Good Evil       | Joshua Michael Stern | Joshua Michael Stern                | 16 października 2016 | 2 czerwca 2017  |
| 2  | 2  | You Started Everything        | Joshua Michael Stern | Joshua Michael Stern                | 23 października 2016 | 9 czerwca 2017  |
| 3  | 3  | Nothing Can Come from Nothing | Bob Balaban          | Abby Gewanter                       | 30 października 2016 | 16 czerwca 2017 |
| 4  | 4  | That Dare Not Speak           | Bob Balaban          | Eric Weinberg                       | 6 listopada 2016     | 23 czerwca 2017 |
| 5  | 5  | Lions in Winter               | Robert B. Weide      | David Iserson, Joshua Michael Stern | 13 listopada 2016    | 30 czerwca 2017 |
| 6  | 6  | A Tincture of Madness         | Robert B. Weide      | Lisa Parsons, Joshua Michael Stern  | 20 listopada 2016    | 7 lipca 2017    |
| 7  | 7  | The Careless Giant            | Iain B. MacDonald    | Keith Eisner                        | 27 listopada 2016    | 14 lipca 2017   |
| 8  | 8  | TV Is the Shepard             | Iain B. MacDonald    | Abby Gewanter                       | 4 grudnia 2016       | 21 lipca 2017   |
| 9  | 9  | Through a Glass Gravely       | Frank Coraci         | David Iserson, Abby Gewanter        | 11 grudnia 2016      | 28 lipca 2017   |
| 10 | 10 | Not Giants But Windmills      | Iain B. MacDonald    | Joshua Michael Stern                | 18 grudnia 2016      | 4 sierpnia 2017 |

### Sezon 2 (2017)
| Nr | #  | Tytuł                       | Reżyseria            | Scenariusz                 | Premiera Epix        | Premiera HBO 3    |
| -- | -- | --------------------------- | -------------------- | -------------------------- | -------------------- | ----------------- |
| 11 | 1  | Half a World Gone Mad       | Joshua Michael Stern | Joshua Michael Stern       | 22 października 2017 | 10 listopada 2017 |
| 12 | 2  | In His Labyrinth            | Joshua Michael Stern | Abby Gewanter              | 22 października 2017 | 17 listopada 2017 |
| 13 | 3  | The Opposite of People      | Allison Anders       | Jack Moore                 | 29 października 2017 | 24 listopada 2017 |
| 14 | 4  | Something Left to Love      | Melanie Mayron       | Laura Valdivia             | 5 listopada 2017     | 1 grudnia 2017    |
| 15 | 5  | Delights of My Suffering    | Todd Biermann        | Rebecca Kirshner           | 12 listopada 2017    | 8 grudnia 2017    |
| 16 | 6  | Cradle to the Graves        | Millicent Shelton    | Michael Svoboda            | 19 listopada 2017    | 15 grudnia 2017   |
| 17 | 7  | All the King's Horses       | Mo Marable           | Matthew W. Thompson        | 26 listopada 2017    | 22 grudnia 2017   |
| 18 | 8  | They Die Happier            | Megan Griffiths      | Jason Orley, Abby Gewanter | 3 grudnia 2017       | 29 grudnia 2017   |
| 19 | 9  | Not All Who Wander Are Lost | Anton Cropper        | Abby Gewanter              | 10 grudnia 2017      | 5 stycznia 2018   |
| 20 | 10 | Spark Meet Gasoline         | Joshua Michael Stern | Joshua Michael Stern       | 10 grudnia 2017      | 12 stycznia 2018  |

## Produkcja
W lutym 2015 roku ogłoszono, że główną rolę w serialu zagra Nick Nolte.
21 maja 2015 roku platforma Epix zamówiła pierwszy sezon komedii.
We wrześniu 2015 roku poinformowano, że do obsady dołączyli :Skylar Astin jako Isaiah Miller, Chris Lowell jako Jeremy Graves oraz Angelica Maria jako Ramona Alvarez
W kolejnym miesiącu ogłoszono, że w serialu zagrają: Heléne Yorke, Roger Douglas Bart, Callie Hernandez, Sela Ward oraz Nia Vardalos
.
W listopadzie 2015 roku podano, że Harry Hamlin pojawi się w pierwszym sezonie komedii.

21 listopada 2016 roku platforma Epix ogłosiła zamówienie drugiego sezonu
W maju 2017 roku poinformowano, że Adam Goldberg i Spencer Grammer pojawią się w drugim sezonie.
W kolejnym miesiącu ogłoszono, że do obsady dołączyli: Wallace Shawn jako Jerry North, Matt Long jako Jesse Enright oraz Lauren Weedman jako Bonnie Clegg.
Na początku lipca 2017 roku poinformowano, że w drugim sezonie w roli powracającej zobaczymy Michaela Cyril Creighton